# Phase qualificative de la Coupe du monde de football 2006
Navigation
Éliminatoires 2002 Éliminatoires 2010
La phase qualificative de la Coupe du monde de football 2006 met aux prises 198 équipes nationales afin de qualifier 32 formations pour disputer la phase finale qui se déroule en Allemagne. Cette phase qualificative se tient entre le printemps 2004 et l'automne 2005.
Le tour préliminaire est organisé par continents (ou confédérations continentales). De ce fait, la difficulté pour obtenir une place en phase finale dépend à la fois du niveau du jeu et du nombre de places réservé au continent d'origine d'une équipe. 
Les qualifications sur les continents où le football n'est pas un sport très répandu sont souvent considérées comme faciles pour les plus grandes équipes (Mexique, États-Unis, Japon). Les équipes asiatiques ont obtenu des résultats très honorables lors de la Coupe du monde 2002 tandis que les États-Unis ont atteint les quarts de finale pour la première fois depuis 1930 en battant le Mexique.
Pour la première fois dans l'histoire de la Coupe du monde de football, le champion du monde en titre (le Brésil en 2002) n'est plus qualifié d'office. Cette décision a été prise pour deux raisons principales. La première est de permettre au champion sortant de disputer des rencontres officielles à enjeu et lui éviter les longues périodes de matches amicaux qui ne favorisent pas la motivation. La seconde est de libérer une place qualificative supplémentaire afin de répondre à l'attente des confédérations les moins représentées.
L'Allemagne, pays organisateur, est qualifiée d'office comme le veut la règle depuis 1938 et est ainsi récompensée de ses investissements en matière d'infrastructures, d'accueil et d'organisation, avec l'assurance d'un succès populaire et d'une forte affluence dans les stades.

## Équipes participantes
La carte suivante représente, par confédération, les équipes participant à la phase qualificative de la Coupe du monde de football 2006 et les équipes qualifiées :

Équipes participantes à la phase qualificative et équipes qualifiées, par confédération :
Amérique du Nord (CONCACAF) :
Participants
Qualifiés
Amérique du Sud (CONMEBOL) :
Participants
Qualifiés
Europe (UEFA) :
Participants
Qualifiés
Afrique (CAF) :
Participants
Qualifiés
Asie (AFC) :
Participants
Qualifiés
Océanie (OFC) :
Participants
Qualifiés

- Participants
- Qualifiés

- Participants
- Qualifiés

- Participants
- Qualifiés

- Participants
- Qualifiés

- Participants
- Qualifiés

## Europe

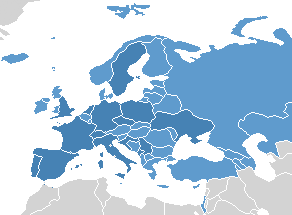
Équipes participantes
Équipes qualifiées

Les 51 fédérations adhérentes à l'UEFA se partagent 13 places en phase finale, en plus de celle de l'Allemagne, pays organisateur. Les équipes européennes sont réparties en huit groupes de six ou sept. Chaque équipe rencontre deux fois les autres membres de son groupe pendant une période allant du 18 août 2004 au 12 octobre 2005. À l'issue de cette phase, les huit vainqueurs de groupe sont directement qualifiés, ainsi que les deux meilleures équipes ayant terminé à la deuxième place de leur groupe. Les six autres seconds de groupe se rencontrent en barrages aller-retour à élimination directe pour se disputer les trois dernières places qualificatives de la zone Europe.
L'équipe de Serbie-et-Monténégro, qui parviendra à se qualifier pour la phase finale, dispute sa dernière compétition. L'indépendance du Monténégro étant officialisée le 3 juin 2006, l'équipe disparaît donc après son élimination du tournoi mondial en Allemagne.

### Groupe 1
Les Pays-Bas se qualifient le 8 octobre 2005 en remportant le groupe 1.
La  Tchéquie, deuxième, dispute les barrages contre la Norvège.
| Rang | Équipe    | Pts | J  | G  | N | P | Bp | Bc | Diff |  | Résultats (▼ dom., ► ext.) |     |     |     |     |     |     |     |
| ---- | --------- | --- | -- | -- | - | - | -- | -- | ---- |  | -------------------------- | --- | --- | --- | --- | --- | --- | --- |
| 1    | Pays-Bas  | 32  | 12 | 10 | 2 | 0 | 21 | 7  | +14  |  | Pays-Bas                   |     | 2-1 | 2-1 | 3-1 | 0-0 | 2-0 | 4-0 |
| 2    | Tchéquie  | 27  | 12 | 9  | 0 | 3 | 38 | 12 | +26  |  | Tchéquie                   | 1-2 |     | 2-0 | 4-3 | 6-1 | 4-1 | 8-1 |
| 3    | Roumanie  | 25  | 12 | 8  | 1 | 3 | 23 | 11 | +12  |  | Roumanie                   | 1-2 | 2-0 |     | 2-1 | 2-1 | 3-0 | 2-0 |
| 4    | Finlande  | 16  | 12 | 5  | 1 | 6 | 21 | 19 | +2   |  | Finlande                   | 0-4 | 0-3 | 0-1 |     | 5-1 | 3-1 | 3-0 |
| 5    | Macédoine | 9   | 12 | 2  | 3 | 7 | 11 | 24 | -13  |  | Macédoine                  | 2-2 | 0-2 | 1-2 | 0-3 |     | 3-0 | 0-0 |
| 6    | Arménie   | 7   | 12 | 2  | 1 | 9 | 9  | 25 | -16  |  | Arménie                    | 0-1 | 0-3 | 1-1 | 0-2 | 1-2 |     | 2-1 |
| 7    | Andorre   | 5   | 12 | 1  | 2 | 9 | 4  | 34 | -30  |  | Andorre                    | 0-3 | 0-4 | 1-5 | 0-0 | 1-0 | 0-3 |     |

### Groupe 2
L'Ukraine se qualifie le 3 septembre 2005 en remportant le groupe 2.
La Turquie, deuxième, dispute les barrages contre la Suisse.
| Rang | Équipe     | Pts | J  | G | N | P  | Bp | Bc | Diff |  | Résultats (▼ dom., ► ext.) |     |     |     |     |     |     |     |
| ---- | ---------- | --- | -- | - | - | -- | -- | -- | ---- |  | -------------------------- | --- | --- | --- | --- | --- | --- | --- |
| 1    | Ukraine    | 25  | 12 | 7 | 4 | 1  | 18 | 7  | +11  |  | Ukraine                    |     | 0-1 | 1-0 | 1-1 | 2-2 | 2-0 | 2-0 |
| 2    | Turquie    | 23  | 12 | 6 | 5 | 1  | 23 | 9  | +14  |  | Turquie                    | 0-3 |     | 2-2 | 0-0 | 2-0 | 1-1 | 4-0 |
| 3    | Danemark   | 22  | 12 | 6 | 4 | 2  | 24 | 12 | +12  |  | Danemark                   | 1-1 | 1-1 |     | 1-0 | 3-1 | 6-1 | 3-0 |
| 4    | Grèce      | 21  | 12 | 6 | 3 | 3  | 15 | 9  | +6   |  | Grèce                      | 0-1 | 0-0 | 2-1 |     | 2-0 | 1-0 | 3-1 |
| 5    | Albanie    | 13  | 12 | 4 | 1 | 7  | 11 | 20 | -9   |  | Albanie                    | 0-2 | 0-1 | 0-2 | 2-1 |     | 3-2 | 2-1 |
| 6    | Géorgie    | 10  | 12 | 2 | 4 | 6  | 14 | 25 | -11  |  | Géorgie                    | 1-1 | 2-5 | 2-2 | 1-3 | 2-0 |     | 0-0 |
| 7    | Kazakhstan | 1   | 12 | 0 | 1 | 11 | 6  | 29 | -23  |  | Kazakhstan                 | 1-2 | 0-6 | 1-2 | 1-2 | 0-1 | 1-2 |     |

### Groupe 3
Le Portugal se qualifie le 8 octobre 2005 en remportant le groupe 3.
La Slovaquie, deuxième, dispute les barrages contre l'Espagne.
| Rang | Équipe        | Pts | J  | G | N | P  | Bp | Bc | Diff |  | Résultats (▼ dom., ► ext.) |     |     |     |     |     |     |     |
| ---- | ------------- | --- | -- | - | - | -- | -- | -- | ---- |  | -------------------------- | --- | --- | --- | --- | --- | --- | --- |
| 1    | Portugal      | 30  | 12 | 9 | 3 | 0  | 35 | 5  | +30  |  | Portugal                   |     | 2-0 | 7-1 | 4-0 | 3-0 | 2-1 | 6-0 |
| 2    | Slovaquie     | 23  | 12 | 6 | 5 | 1  | 24 | 8  | +16  |  | Slovaquie                  | 1-1 |     | 0-0 | 1-0 | 4-1 | 7-0 | 3-1 |
| 3    | Russie        | 23  | 12 | 6 | 5 | 1  | 23 | 12 | +11  |  | Russie                     | 0-0 | 1-1 |     | 4-0 | 2-0 | 2-0 | 5-1 |
| 4    | Estonie       | 17  | 12 | 5 | 2 | 5  | 16 | 17 | -1   |  | Estonie                    | 0-1 | 1-2 | 1-1 |     | 2-1 | 2-0 | 4-0 |
| 5    | Lettonie      | 15  | 12 | 4 | 3 | 5  | 18 | 21 | -3   |  | Lettonie                   | 0-2 | 1-1 | 1-1 | 2-2 |     | 1-0 | 4-0 |
| 6    | Liechtenstein | 8   | 12 | 2 | 2 | 8  | 13 | 23 | -10  |  | Liechtenstein              | 2-2 | 0-0 | 1-2 | 1-2 | 1-3 |     | 3-0 |
| 7    | Luxembourg    | 0   | 12 | 0 | 0 | 12 | 5  | 48 | -43  |  | Luxembourg                 | 0-5 | 0-4 | 0-4 | 0-2 | 3-4 | 0-4 |     |

### Groupe 4
La France se qualifie le 12 octobre 2005 en remportant le groupe 4.
La Suisse, deuxième, dispute les barrages contre la Turquie.
| Rang | Équipe               | Pts | J  | G | N | P | Bp | Bc | Diff |  | Résultats (▼ dom., ► ext.) |     |     |     |     |     |     |
| ---- | -------------------- | --- | -- | - | - | - | -- | -- | ---- |  | -------------------------- | --- | --- | --- | --- | --- | --- |
| 1    | France               | 20  | 10 | 5 | 5 | 0 | 14 | 2  | +12  |  | France                     |     | 0-0 | 0-0 | 0-0 | 4-0 | 3-0 |
| 2    | Suisse               | 18  | 10 | 4 | 6 | 0 | 18 | 7  | +11  |  | Suisse                     | 1-1 |     | 1-1 | 1-1 | 1-0 | 6-0 |
| 3    | Israël               | 18  | 10 | 4 | 6 | 0 | 15 | 10 | +5   |  | Israël                     | 1-1 | 2-2 |     | 1-1 | 2-1 | 2-1 |
| 4    | République d'Irlande | 17  | 10 | 4 | 5 | 1 | 12 | 5  | +7   |  | République d'Irlande       | 0-1 | 0-0 | 2-2 |     | 3-0 | 2-0 |
| 5    | Chypre               | 4   | 10 | 1 | 1 | 8 | 8  | 20 | -12  |  | Chypre                     | 0-2 | 1-3 | 1-2 | 0-1 |     | 2-2 |
| 6    | Îles Féroé           | 1   | 10 | 0 | 1 | 9 | 4  | 27 | -23  |  | Îles Féroé                 | 0-2 | 1-3 | 0-2 | 0-2 | 0-3 |     |

### Groupe 5
L'Italie se qualifie le 8 octobre 2005 en remportant le groupe 5.
La Norvège, deuxième, dispute les barrages contre la Tchéquie.
| Rang | Équipe      | Pts | J  | G | N | P | Bp | Bc | Diff |  | Résultats (▼ dom., ► ext.) |     |     |     |     |     |     |
| ---- | ----------- | --- | -- | - | - | - | -- | -- | ---- |  | -------------------------- | --- | --- | --- | --- | --- | --- |
| 1    | Italie      | 23  | 10 | 7 | 2 | 1 | 17 | 8  | +9   |  | Italie                     |     | 2-1 | 2-0 | 1-0 | 4-3 | 2-1 |
| 2    | Norvège     | 18  | 10 | 5 | 3 | 2 | 12 | 7  | +5   |  | Norvège                    | 0-0 |     | 1-2 | 3-0 | 1-1 | 1-0 |
| 3    | Écosse      | 13  | 10 | 3 | 4 | 3 | 9  | 7  | +2   |  | Écosse                     | 1-1 | 0-1 |     | 0-0 | 0-1 | 2-0 |
| 4    | Slovénie    | 12  | 10 | 3 | 3 | 4 | 10 | 13 | -3   |  | Slovénie                   | 1-0 | 2-3 | 0-3 |     | 1-1 | 3-0 |
| 5    | Biélorussie | 10  | 10 | 2 | 4 | 4 | 12 | 14 | -2   |  | Biélorussie                | 1-4 | 0-1 | 0-0 | 1-1 |     | 4-0 |
| 6    | Moldavie    | 5   | 10 | 1 | 2 | 7 | 5  | 16 | -11  |  | Moldavie                   | 0-1 | 0-0 | 1-1 | 1-2 | 2-0 |     |

### Groupe 6
L'Angleterre se qualifie le 8 octobre 2005 en remportant le groupe 6.
En figurant parmi les 2 meilleurs deuxièmes de groupe, la Pologne se qualifie également directement le même jour.
| Rang | Équipe          | Pts | J  | G | N | P | Bp | Bc | Diff |  | Résultats (▼ dom., ► ext.) |     |     |     |     |     |     |
| ---- | --------------- | --- | -- | - | - | - | -- | -- | ---- |  | -------------------------- | --- | --- | --- | --- | --- | --- |
| 1    | Angleterre      | 25  | 10 | 8 | 1 | 1 | 17 | 5  | +12  |  | Angleterre                 |     | 2-1 | 1-0 | 4-0 | 2-0 | 2-0 |
| 2    | Pologne         | 24  | 10 | 8 | 0 | 2 | 27 | 9  | +18  |  | Pologne                    | 1-2 |     | 3-2 | 1-0 | 1-0 | 8-0 |
| 3    | Autriche        | 15  | 10 | 4 | 3 | 3 | 15 | 12 | +3   |  | Autriche                   | 2-2 | 1-3 |     | 2-0 | 1-0 | 2-0 |
| 4    | Irlande du Nord | 9   | 10 | 2 | 3 | 5 | 10 | 18 | -8   |  | Irlande du Nord            | 1-0 | 0-3 | 3-3 |     | 2-3 | 2-0 |
| 5    | Pays de Galles  | 8   | 10 | 2 | 2 | 6 | 10 | 15 | -5   |  | Pays de Galles             | 0-1 | 2-3 | 0-2 | 2-2 |     | 2-0 |
| 6    | Azerbaïdjan     | 3   | 10 | 0 | 3 | 7 | 1  | 21 | -20  |  | Azerbaïdjan                | 0-1 | 0-3 | 0-0 | 0-0 | 1-1 |     |

### Groupe 7
La Serbie-et-Monténégro se qualifie le 12 octobre 2005 en remportant le groupe 7. L'Espagne, deuxième, dispute les barrages contre la Slovaquie.
| Rang | Équipe               | Pts | J  | G | N | P  | Bp | Bc | Diff |  | Résultats (▼ dom., ► ext.) |     |     |     |     |     |     |
| ---- | -------------------- | --- | -- | - | - | -- | -- | -- | ---- |  | -------------------------- | --- | --- | --- | --- | --- | --- |
| 1    | Serbie-et-Monténégro | 22  | 10 | 6 | 4 | 0  | 16 | 1  | +15  |  | Serbie-et-Monténégro       |     | 0-0 | 1-0 | 0-0 | 2-0 | 5-0 |
| 2    | Espagne              | 20  | 10 | 5 | 5 | 0  | 19 | 3  | +16  |  | Espagne                    | 1-1 |     | 1-1 | 2-0 | 1-0 | 5-0 |
| 3    | Bosnie-Herzégovine   | 16  | 10 | 4 | 4 | 2  | 12 | 9  | +3   |  | Bosnie-Herzégovine         | 0-0 | 1-1 |     | 1-0 | 1-1 | 3-0 |
| 4    | Belgique             | 12  | 10 | 3 | 3 | 4  | 16 | 11 | +5   |  | Belgique                   | 0-2 | 0-2 | 4-1 |     | 1-1 | 8-0 |
| 5    | Lituanie             | 10  | 10 | 2 | 4 | 4  | 8  | 9  | -1   |  | Lituanie                   | 0-2 | 0-0 | 0-1 | 1-1 |     | 4-0 |
| 6    | Saint-Marin          | 0   | 10 | 0 | 0 | 10 | 2  | 40 | -38  |  | Saint-Marin                | 0-3 | 0-6 | 1-3 | 1-2 | 0-1 |     |

### Groupe 8
La Croatie se qualifie le 8 octobre 2005 en remportant le groupe 8.
En figurant parmi les 2 meilleurs deuxièmes de groupe, la Suède se qualifie également directement le même jour.
| Rang | Équipe   | Pts | J  | G | N | P | Bp | Bc | Diff |  | Résultats (▼ dom., ► ext.) |     |     |     |     |     |     |
| ---- | -------- | --- | -- | - | - | - | -- | -- | ---- |  | -------------------------- | --- | --- | --- | --- | --- | --- |
| 1    | Croatie  | 24  | 10 | 7 | 3 | 0 | 21 | 5  | +16  |  | Croatie                    |     | 1-0 | 2-2 | 3-0 | 4-0 | 3-0 |
| 2    | Suède    | 24  | 10 | 8 | 0 | 2 | 30 | 4  | +26  |  | Suède                      | 0-1 |     | 3-0 | 3-0 | 3-1 | 6-0 |
| 3    | Bulgarie | 15  | 10 | 4 | 3 | 3 | 17 | 17 | 0    |  | Bulgarie                   | 1-3 | 0-3 |     | 2-0 | 3-2 | 4-1 |
| 4    | Hongrie  | 14  | 10 | 4 | 2 | 4 | 13 | 14 | -1   |  | Hongrie                    | 0-0 | 0-1 | 1-1 |     | 3-2 | 4-0 |
| 5    | Islande  | 4   | 10 | 1 | 1 | 8 | 14 | 27 | -13  |  | Islande                    | 1-3 | 1-4 | 1-3 | 2-3 |     | 4-1 |
| 6    | Malte    | 3   | 10 | 0 | 3 | 7 | 4  | 32 | -28  |  | Malte                      | 1-1 | 0-7 | 1-1 | 0-2 | 0-0 |     |

### Barrages
En matchs de barrage, la Tchéquie, la Suisse et l'Espagne parviennent à se qualifier pour la phase finale de la Coupe du monde aux dépens de la Norvège, la Turquie et la Slovaquie respectivement.
| Équipe 1 | Résultat | Équipe 2  | Aller | Retour |
| -------- | -------- | --------- | ----- | ------ |
| Norvège  | 0-2      | Tchéquie  | 0-1   | 0-1    |
| Suisse   | E4-4     | Turquie   | 2-0   | 2-4    |
| Espagne  | 6-2      | Slovaquie | 5-1   | 1-1    |

## Amérique du Sud

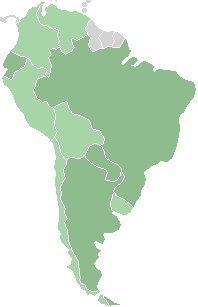
Équipes participantes
Équipes qualifiées

L'Amérique du Sud envoie - selon la formule de la FIFA - « 4,5 » équipes en phase finale. Les quatre premières du groupe unique de qualification de la CONMEBOL se qualifient directement, tandis que la cinquième affronte en barrage intercontinental le vainqueur de la zone Océanie pour obtenir une place en Allemagne.
Quatre places sont finalement prises par l'Amérique du Sud : le Brésil, l'Argentine, l'Équateur et le Paraguay, qualifiés directement. L'Uruguay, cinquième, échoue en barrage contre l'Australie.
| Rang | Équipe    | Pts | J  | G  | N | P  | Bp | Bc | Diff |  | Résultats (▼ dom., ► ext.) |     |     |     |     |     |     |     |     |     |     |
| ---- | --------- | --- | -- | -- | - | -- | -- | -- | ---- |  | -------------------------- | --- | --- | --- | --- | --- | --- | --- | --- | --- | --- |
| 1    | Brésil    | 34  | 18 | 9  | 7 | 2  | 35 | 17 | +18  |  | Brésil                     |     | 3-1 | 1-0 | 4-1 | 3-3 | 0-0 | 5-0 | 3-0 | 1-0 | 3-1 |
| 2    | Argentine | 34  | 18 | 10 | 4 | 4  | 29 | 17 | +12  |  | Argentine                  | 3-1 |     | 1-0 | 0-0 | 4-2 | 1-0 | 2-2 | 3-2 | 2-0 | 3-0 |
| 3    | Équateur  | 28  | 18 | 8  | 4 | 6  | 23 | 19 | +4   |  | Équateur                   | 1-0 | 2-0 |     | 5-2 | 0-0 | 2-1 | 2-0 | 2-0 | 0-0 | 3-2 |
| 4    | Paraguay  | 28  | 18 | 8  | 4 | 6  | 23 | 23 | 0    |  | Paraguay                   | 0-0 | 1-0 | 2-1 |     | 4-1 | 0-1 | 2-1 | 1-0 | 1-1 | 4-1 |
| 5    | Uruguay   | 25  | 18 | 6  | 7 | 5  | 23 | 28 | -5   |  | Uruguay                    | 1-1 | 1-0 | 1-0 | 1-0 |     | 3-2 | 2-1 | 0-3 | 1-3 | 5-0 |
| 6    | Colombie  | 24  | 18 | 6  | 6 | 6  | 24 | 16 | +8   |  | Colombie                   | 1-2 | 1-1 | 3-0 | 1-1 | 5-0 |     | 1-1 | 0-1 | 5-0 | 1-0 |
| 7    | Chili     | 22  | 18 | 5  | 7 | 6  | 18 | 22 | -4   |  | Chili                      | 1-1 | 0-0 | 0-0 | 0-1 | 1-1 | 0-0 |     | 2-1 | 2-1 | 3-1 |
| 8    | Venezuela | 18  | 18 | 5  | 3 | 10 | 20 | 28 | -8   |  | Venezuela                  | 2-5 | 0-3 | 3-1 | 0-1 | 1-1 | 0-0 | 0-1 |     | 4-1 | 2-1 |
| 9    | Pérou     | 18  | 18 | 4  | 6 | 8  | 20 | 28 | -8   |  | Pérou                      | 1-1 | 1-3 | 2-2 | 4-1 | 0-0 | 0-2 | 2-1 | 0-0 |     | 4-1 |
| 10   | Bolivie   | 14  | 18 | 4  | 2 | 12 | 20 | 37 | -17  |  | Bolivie                    | 1-1 | 1-2 | 1-2 | 2-1 | 0-0 | 4-0 | 0-2 | 3-1 | 1-0 |     |

## Amérique du Nord, centrale et Caraïbes

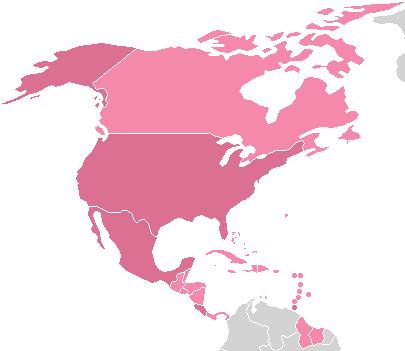
Équipes participantes
Équipes qualifiées

Les qualifications de la zone CONCACAF se déroulent sur trois tours. Au premier tour, une phase préliminaire entre les équipes les plus faibles permet d'écarter 10 des 34 nations engagées, puis les 24 équipes restantes s'affrontent également en matchs aller-retour à élimination directe. Les 12 vainqueurs du premier tour sont répartis au second tour dans 3 groupes de 4 équipes. Les deux premiers de chaque groupe se qualifient pour le tour final au cours duquel les 6 équipes restantes se rencontrent dans une poule unique. Les trois premiers de cette poule finale se qualifient directement pour la Coupe du monde, tandis que le quatrième s'en va disputer un barrage intercontinental contre une équipe de la zone Asie pour une place en phase finale.
Les États-Unis, le Mexique et le Costa Rica, respectivement premier, deuxième et troisième du tour final, sont qualifiés directement pour la Coupe de monde.

### Premier tour

#### Première phase (préliminaire)
L'équipe des Bermudes de football s'impose 20 à 0 contre l'équipe de Montserrat de football et signe l'une des victoires-fleuves historiques dans les éliminatoires du mondial. Le record est détenu par le match Australie-Samoa américaines, 31-0, lors des précédentes éliminatoires.
| Équipe 1                    | Résultat | Équipe 2                   | Aller | Retour |
| --------------------------- | -------- | -------------------------- | ----- | ------ |
| Bermudes                    | 20-0     | Montserrat                 | 13-0  | 7-0    |
| Suriname                    | 10-2     | Aruba                      | 2-1   | 8-1    |
| Guyana                      | 1-8      | Grenade                    | 0-5   | 1-3    |
| Îles Caïmans                | 1-5      | Cuba                       | 1-2   | 0-3    |
| Îles Vierges britanniques   | 0-10     | Sainte-Lucie               | 0-1   | 0-9    |
| Haïti                       | 7-0      | Îles Turques-et-Caïques    | 5-0   | 2-0    |
| Antigua-et-Barbuda          | 2-3      | Antilles néerlandaises     | 2-0   | 0-3    |
| Îles Vierges des États-Unis | 0-11     | Saint-Christophe-et-Niévès | 0-4   | 0-7    |
| Dominique                   | 4-2      | Bahamas                    | 1-1   | 3-1    |
| République dominicaine      | 6-0      | Anguilla                   | 0-0   | 6-0    |

- Porto Rico annule son inscription avant le début des éliminatoires.

#### Deuxième phase
Les 10 équipes qualifiées retrouvent les 14 équipes restantes qui ont été exemptées de phase préliminaire. Le vainqueur de chaque confrontation, jouée en matchs aller-retour, se qualifie pour le tour suivant disputé en groupes.
| Équipe 1               | Résultat | Équipe 2                        | Aller | Retour |
| ---------------------- | -------- | ------------------------------- | ----- | ------ |
| Cuba                   | 3-3      | Costa Rica                      | 2-2   | 1-1    |
| Suriname               | 2-4      | Guatemala                       | 1-1   | 1-3    |
| Haïti                  | 1-4      | Jamaïque                        | 1-1   | 0-3    |
| Antilles néerlandaises | 1-6      | Honduras                        | 1-2   | 0-4    |
| États-Unis             | 6-2      | Grenade                         | 3-0   | 3-2    |
| Nicaragua              | 3-6      | Saint-Vincent-et-les-Grenadines | 2-2   | 1-4    |
| Salvador               | 4-3      | Bermudes                        | 2-1   | 2-2    |
| République dominicaine | 0-6      | Trinité-et-Tobago               | 0-2   | 0-4    |
| Panama                 | 7-0      | Sainte-Lucie                    | 4-0   | 3-0    |
| Canada                 | 8-0      | Belize                          | 4-0   | 4-0    |
| Barbade                | 2-5      | Saint-Christophe-et-Niévès      | 0-2   | 2-3    |
| Dominique              | 0-18     | Mexique                         | 0-10  | 0-8    |

### Second tour
Groupe 1
| Rang | Équipe     | Pts | J | G | N | P | Bp | Bc | Diff |  | Résultats (▼ dom., ► ext.) |     |     |     |     |
| ---- | ---------- | --- | - | - | - | - | -- | -- | ---- |  | -------------------------- | --- | --- | --- | --- |
| 1    | États-Unis | 12  | 6 | 3 | 3 | 0 | 13 | 3  | +10  |  | États-Unis                 |     | 6-0 | 1-1 | 2-0 |
| 2    | Panama     | 8   | 6 | 2 | 2 | 2 | 8  | 11 | -3   |  | Panama                     | 1-1 |     | 1-1 | 3-0 |
| 3    | Jamaïque   | 7   | 6 | 1 | 4 | 1 | 7  | 5  | +2   |  | Jamaïque                   | 1-1 | 1-2 |     | 0-0 |
| 4    | Salvador   | 4   | 6 | 1 | 1 | 4 | 2  | 11 | -9   |  | Salvador                   | 0-2 | 2-1 | 0-3 |     |

Groupe 2
| Rang | Équipe     | Pts | J | G | N | P | Bp | Bc | Diff |  | Résultats (▼ dom., ► ext.) |     |     |     |     |
| ---- | ---------- | --- | - | - | - | - | -- | -- | ---- |  | -------------------------- | --- | --- | --- | --- |
| 1    | Costa Rica | 10  | 6 | 3 | 1 | 2 | 12 | 8  | +4   |  | Costa Rica                 |     | 5-0 | 2-5 | 1-0 |
| 2    | Guatemala  | 10  | 6 | 3 | 1 | 2 | 7  | 9  | -2   |  | Guatemala                  | 2-1 |     | 1-0 | 0-1 |
| 3    | Honduras   | 7   | 6 | 1 | 4 | 1 | 9  | 7  | +2   |  | Honduras                   | 0-0 | 2-2 |     | 1-1 |
| 4    | Canada     | 5   | 6 | 1 | 2 | 3 | 4  | 8  | -4   |  | Canada                     | 1-3 | 0-2 | 1-1 |     |

Groupe 3
| Rang | Équipe                          | Pts | J | G | N | P | Bp | Bc | Diff |  | Résultats (▼ dom., ► ext.)      |     |     |     |     |
| ---- | ------------------------------- | --- | - | - | - | - | -- | -- | ---- |  | ------------------------------- | --- | --- | --- | --- |
| 1    | Mexique                         | 18  | 6 | 6 | 0 | 0 | 27 | 1  | +26  |  | Mexique                         |     | 3-0 | 7-0 | 8-0 |
| 2    | Trinité-et-Tobago               | 12  | 6 | 4 | 0 | 2 | 12 | 9  | +3   |  | Trinité-et-Tobago               | 1-3 |     | 2-1 | 5-1 |
| 3    | Saint-Vincent-et-les-Grenadines | 6   | 6 | 2 | 0 | 4 | 5  | 12 | -7   |  | Saint-Vincent-et-les-Grenadines | 0-1 | 0-2 |     | 1-0 |
| 4    | Saint-Christophe-et-Niévès      | 0   | 6 | 0 | 0 | 6 | 2  | 24 | -22  |  | Saint-Christophe-et-Niévès      | 0-5 | 1-2 | 0-3 |     |

### Tour final
À égalité de points, les États-Unis et le Mexique - tous deux qualifiés - sont départagés pour la première place par le résultat des confrontations directes.
| Rang | Équipe            | Pts | J  | G | N | P | Bp | Bc | Diff |  | Résultats (▼ dom., ► ext.) |     |     |     |     |     |     |
| ---- | ----------------- | --- | -- | - | - | - | -- | -- | ---- |  | -------------------------- | --- | --- | --- | --- | --- | --- |
| 1    | États-Unis        | 22  | 10 | 7 | 1 | 2 | 16 | 6  | +10  |  | États-Unis                 |     | 2-0 | 3-0 | 1-0 | 2-0 | 2-0 |
| 2    | Mexique           | 22  | 10 | 7 | 1 | 2 | 22 | 9  | +13  |  | Mexique                    | 2-1 |     | 2-0 | 2-0 | 5-2 | 5-0 |
| 3    | Costa Rica        | 16  | 10 | 5 | 1 | 4 | 15 | 14 | +1   |  | Costa Rica                 | 3-0 | 1-2 |     | 2-0 | 3-2 | 2-1 |
| 4    | Trinité-et-Tobago | 13  | 10 | 4 | 1 | 5 | 10 | 15 | -5   |  | Trinité-et-Tobago          | 1-2 | 2-1 | 0-0 |     | 3-2 | 2-0 |
| 5    | Guatemala         | 11  | 10 | 3 | 2 | 5 | 16 | 18 | -2   |  | Guatemala                  | 0-0 | 0-2 | 3-1 | 5-1 |     | 2-1 |
| 6    | Panama            | 2   | 10 | 0 | 2 | 8 | 4  | 21 | -17  |  | Panama                     | 0-3 | 1-1 | 1-3 | 0-1 | 0-0 |     |

## Afrique

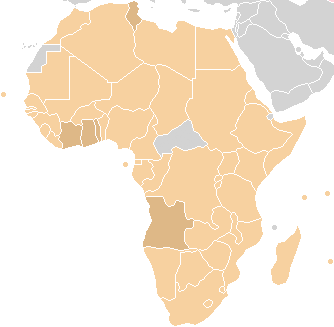
Équipes participantes
Équipes qualifiées

Les joueurs africains sont mis à rude épreuve avec un calendrier plus serré que celui des autres continents car la Coupe d'Afrique des nations se déroule tous les deux ans (contre quatre pour le Championnat d'Europe des nations). Autant pour épargner les joueurs que sous la pression des grands clubs européens qui emploient de nombreux internationaux africains, la CAF et la FIFA s'accordent pour combiner les qualifications pour la coupe d'Afrique 2006 et pour la Coupe du monde 2006.
Un premier tour en matches aller-retour permet de dégager 21 équipes parmi les 52 nations membres de la CAF. Djibouti ne s'est pas inscrit tandis que la République centrafricaine déclare forfait. Neuf nations sont exemptées de ce premier tour : il s'agit des cinq équipes ayant disputé la Coupe du monde 2002 (Cameroun, Nigeria, Afrique du Sud, Sénégal et Tunisie) et des quatre nations africaines les mieux placées au classement mondial de la FIFA le 25 juin 2003 (Maroc, Égypte, Côte d'Ivoire et République démocratique du Congo).
À noter que ce tour de qualifications sert aussi de qualification pour la Coupe d'Afrique des Nations de football 2006.

### Premier tour
| Équipe 1             | Résultat   | Équipe 2     | Aller | Retour |
| -------------------- | ---------- | ------------ | ----- | ------ |
| Guinée-Bissau        | 1-4        | Mali         | 1-2   | 0-2    |
| Madagascar           | 3-4        | Bénin        | 1-1   | 2-3    |
| Seychelles           | 1-5        | Zambie       | 0-4   | 1-1    |
| Botswana             | 4-1        | Lesotho      | 4-1   | 0-0    |
| Guinée équatoriale   | 1-2        | Togo         | 1-0   | 0-2    |
| Sao Tomé-et-Principe | 0-9        | Libye        | 0-1   | 0-8    |
| Tanzanie             | 0-3        | Kenya        | 0-0   | 0-3    |
| Niger                | 0-7        | Algérie      | 0-1   | 0-6    |
| Ouganda              | 4-3        | Maurice      | 3-0   | 1-3    |
| Zimbabwe             | 4-2        | Mauritanie   | 3-0   | 1-2    |
| Eswatini             | 1-4        | Cap-Vert     | 1-1   | 0-3    |
| Burundi              | 1-4        | Gabon        | 0-0   | 1-4    |
| Tchad                | E 3-3 E    | Angola       | 3-1   | 0-2    |
| Congo                | 2-1        | Sierra Leone | 1-0   | 1-1    |
| Éthiopie             | 1-3        | Malawi       | 1-3   | 0-0    |
| Rwanda               | 4-1        | Namibie      | 3-0   | 1-1    |
| Guinée               | 5-3        | Mozambique   | 1-0   | 4-3    |
| Gambie               | 2-3        | Liberia      | 2-0   | 0-3    |
| Soudan               | 3-0        | Érythrée     | 3-0   | 0-0    |
| Somalie              | 0-7        | Ghana        | 0-5   | 0-2    |
| Burkina Faso         | Q.-forfait | Centrafrique |       |        |

### Deuxième tour
Le deuxième tour se déroule sous forme de championnat en cinq groupes de six équipes. Chaque équipe rencontre deux fois chacun de ses adversaires entre juin 2004 et octobre 2005. Les vainqueurs de groupe sont qualifiés pour la phase finale de la Coupe du monde en Allemagne. D'autre part les trois premiers de chaque groupe sont qualifiés pour la Coupe d'Afrique des Nations de football 2006.

#### Groupe 1
Le Togo se qualifie le 8 octobre 2005 en remportant le groupe 1.
En terminant aux trois premières places, le Togo, le Sénégal et la Zambie se qualifient pour la Coupe d'Afrique des Nations de football 2006.
| Rang | Équipe  | Pts | J  | G | N | P | Bp | Bc | Diff |  | Résultats (▼ dom., ► ext.) |     |     |     |     |     |     |
| ---- | ------- | --- | -- | - | - | - | -- | -- | ---- |  | -------------------------- | --- | --- | --- | --- | --- | --- |
| 1    | Togo    | 23  | 10 | 7 | 2 | 1 | 20 | 8  | +12  |  | Togo                       |     | 3-1 | 4-1 | 2-0 | 1-0 | 3-0 |
| 2    | Sénégal | 21  | 10 | 6 | 3 | 1 | 21 | 8  | +13  |  | Sénégal                    | 2-2 |     | 1-0 | 2-0 | 3-0 | 6-1 |
| 3    | Zambie  | 19  | 10 | 6 | 1 | 3 | 16 | 10 | +6   |  | Zambie                     | 1-0 | 0-1 |     | 2-0 | 2-1 | 1-0 |
| 4    | Congo   | 10  | 10 | 3 | 1 | 6 | 10 | 14 | -4   |  | Congo                      | 2-3 | 0-0 | 2-3 |     | 1-0 | 3-0 |
| 5    | Mali    | 8   | 10 | 2 | 2 | 6 | 11 | 14 | -3   |  | Mali                       | 1-2 | 2-2 | 1-1 | 2-0 |     | 4-1 |
| 6    | Liberia | 4   | 10 | 1 | 1 | 8 | 3  | 27 | -24  |  | Liberia                    | 0-0 | 0-3 | 0-5 | 0-2 | 1-0 |     |

#### Groupe 2
Le Ghana se qualifie le 8 octobre 2005 en remportant le groupe 2.
En terminant aux trois premières places, le Ghana, la République démocratique du Congo et l'Afrique du Sud se qualifient pour la Coupe d'Afrique des Nations de football 2006.
| Rang | Équipe         | Pts | J  | G | N | P | Bp | Bc | Diff |  | Résultats (▼ dom., ► ext.) |     |     |     |     |     |     |
| ---- | -------------- | --- | -- | - | - | - | -- | -- | ---- |  | -------------------------- | --- | --- | --- | --- | --- | --- |
| 1    | Ghana          | 21  | 10 | 6 | 3 | 1 | 17 | 4  | +13  |  | Ghana                      |     | 0-0 | 3-0 | 2-1 | 2-0 | 2-0 |
| 2    | RD Congo       | 16  | 10 | 4 | 4 | 2 | 14 | 10 | +4   |  | RD Congo                   | 1-1 |     | 1-0 | 3-2 | 2-1 | 4-0 |
| 3    | Afrique du Sud | 16  | 10 | 5 | 1 | 4 | 12 | 14 | -2   |  | Afrique du Sud             | 0-2 | 2-2 |     | 2-0 | 2-1 | 2-1 |
| 4    | Burkina Faso   | 13  | 10 | 4 | 1 | 5 | 14 | 13 | +1   |  | Burkina Faso               | 1-0 | 2-0 | 3-1 |     | 1-2 | 2-0 |
| 5    | Cap-Vert       | 10  | 10 | 3 | 1 | 6 | 8  | 15 | -7   |  | Cap-Vert                   | 0-4 | 1-1 | 1-2 | 1-0 |     | 1-0 |
| 6    | Ouganda        | 8   | 10 | 2 | 2 | 6 | 6  | 15 | -9   |  | Ouganda                    | 1-1 | 1-0 | 0-1 | 2-2 | 1-0 |     |

#### Groupe 3
La Côte d'Ivoire se qualifie le 8 octobre 2005 en remportant le groupe 3.
En terminant aux deux premières places, la Côte d'Ivoire et le Cameroun se qualifient pour la Coupe d'Afrique des Nations de football 2006. L'Égypte étant qualifiée d'office en tant que pays organisateur, c'est la Libye (4e) qui s'y qualifie.
| Rang | Équipe        | Pts | J  | G | N | P | Bp | Bc | Diff |  | Résultats (▼ dom., ► ext.) |     |     |     |     |     |     |
| ---- | ------------- | --- | -- | - | - | - | -- | -- | ---- |  | -------------------------- | --- | --- | --- | --- | --- | --- |
| 1    | Côte d'Ivoire | 22  | 10 | 7 | 1 | 2 | 20 | 7  | +13  |  | Côte d'Ivoire              |     | 2-3 | 2-0 | 2-0 | 5-0 | 3-0 |
| 2    | Cameroun      | 21  | 10 | 6 | 3 | 1 | 18 | 10 | +8   |  | Cameroun                   | 2-0 |     | 1-1 | 1-0 | 2-1 | 2-1 |
| 3    | Égypte        | 17  | 10 | 5 | 2 | 3 | 26 | 15 | +11  |  | Égypte                     | 1-2 | 3-2 |     | 4-1 | 6-1 | 4-1 |
| 4    | Libye         | 12  | 10 | 3 | 3 | 4 | 8  | 10 | -2   |  | Libye                      | 0-0 | 0-0 | 2-1 |     | 0-0 | 4-1 |
| 5    | Soudan        | 6   | 10 | 1 | 3 | 6 | 6  | 22 | -16  |  | Soudan                     | 1-3 | 1-1 | 0-3 | 0-1 |     | 1-0 |
| 6    | Bénin         | 5   | 10 | 1 | 2 | 7 | 9  | 23 | -14  |  | Bénin                      | 0-1 | 1-4 | 3-3 | 1-0 | 1-1 |     |

#### Groupe 4
L'Angola se qualifie le 8 octobre 2005 en remportant le groupe 4. Avec une égalité de points en tête du groupe entre l'Angola et le Nigeria, la différence de buts est ignorée et la place se joue sur les résultats des rencontres particulières : 1-0 et 1-1 à l'avantage de l'Angola.
En terminant aux trois premières places, l'Angola, le Nigeria et le Zimbabwe se qualifient pour la Coupe d'Afrique des Nations de football 2006.
| Rang | Équipe   | Pts | J  | G | N | P | Bp | Bc | Diff |  | Résultats (▼ dom., ► ext.) |     |     |     |     |     |     |
| ---- | -------- | --- | -- | - | - | - | -- | -- | ---- |  | -------------------------- | --- | --- | --- | --- | --- | --- |
| 1    | Angola   | 21  | 10 | 6 | 3 | 1 | 12 | 6  | +6   |  | Angola                     |     | 1-0 | 1-0 | 3-0 | 2-1 | 1-0 |
| 2    | Nigeria  | 21  | 10 | 6 | 3 | 1 | 21 | 7  | +14  |  | Nigeria                    | 1-1 |     | 5-1 | 2-0 | 1-0 | 2-0 |
| 3    | Zimbabwe | 14  | 10 | 4 | 2 | 4 | 12 | 14 | -2   |  | Zimbabwe                   | 2-0 | 0-3 |     | 1-0 | 0-1 | 3-1 |
| 4    | Gabon    | 10  | 10 | 2 | 4 | 4 | 11 | 13 | -2   |  | Gabon                      | 2-2 | 1-1 | 1-1 |     | 0-0 | 3-0 |
| 5    | Algérie  | 10  | 10 | 2 | 4 | 4 | 8  | 14 | -6   |  | Algérie                    | 0-0 | 2-5 | 2-2 | 0-3 |     | 1-0 |
| 6    | Rwanda   | 5   | 10 | 1 | 2 | 7 | 6  | 16 | -10  |  | Rwanda                     | 0-1 | 1-1 | 0-2 | 3-1 | 1-1 |     |

#### Groupe 5
La Tunisie se qualifie le 8 octobre 2005 en remportant le groupe 5.
En terminant aux trois premières places, la Tunisie, le Maroc et la Guinée se qualifient pour la Coupe d'Afrique des Nations de football 2006.
| Rang | Équipe   | Pts | J  | G | N | P | Bp | Bc | Diff |  | Résultats (▼ dom., ► ext.) |     |     |     |     |     |     |
| ---- | -------- | --- | -- | - | - | - | -- | -- | ---- |  | -------------------------- | --- | --- | --- | --- | --- | --- |
| 1    | Tunisie  | 21  | 10 | 6 | 3 | 1 | 25 | 9  | +16  |  | Tunisie                    |     | 2-2 | 2-0 | 1-0 | 4-1 | 7-0 |
| 2    | Maroc    | 20  | 10 | 5 | 5 | 0 | 17 | 7  | +10  |  | Maroc                      | 1-1 |     | 1-0 | 5-1 | 1-0 | 4-1 |
| 3    | Guinée   | 17  | 10 | 5 | 2 | 3 | 15 | 10 | +5   |  | Guinée                     | 2-1 | 1-1 |     | 1-0 | 4-0 | 3-1 |
| 4    | Kenya    | 10  | 10 | 3 | 1 | 6 | 8  | 17 | -9   |  | Kenya                      | 0-2 | 0-0 | 2-1 |     | 1-0 | 3-2 |
| 5    | Botswana | 9   | 10 | 3 | 0 | 7 | 10 | 18 | -8   |  | Botswana                   | 1-3 | 0-1 | 1-2 | 2-1 |     | 2-0 |
| 6    | Malawi   | 6   | 10 | 1 | 3 | 6 | 12 | 26 | -14  |  | Malawi                     | 2-2 | 1-1 | 1-1 | 3-0 | 1-3 |     |

## Asie

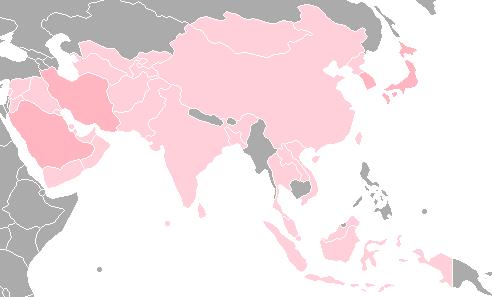
Équipes participantes
Équipes qualifiées

Dans la zone de la Confédération asiatique de football, quatre équipes sont qualifiées directement pour la Coupe du monde et une cinquième affronte en barrage intercontinental une équipe de la zone CONCACAF pour une éventuelle place supplémentaire.
39 équipes sont inscrites aux éliminatoires de la zone Asie. Les équipes de Bhoutan, Brunei, Cambodge et des Philippines ne sont pas inscrites. La Birmanie est exclue de cette phase éliminatoire pour avoir quatre ans plus tôt refusé de jouer un match de qualification pour la Coupe du monde 2002 à Téhéran. Sur les 39 inscrits, le Népal et Guam qui devaient s'affronter au premier tour déclarent forfait. Ce sont donc 37 sélections qui participent aux qualifications asiatiques.

### Premier tour
Le premier tour propose sept confrontations directes. Une des affiches oppose le Népal à Guam. Or les deux équipes déclarant forfait. Un repêchage est donc effectué parmi les vaincus de ce premier tour afin de compléter le tableau du deuxième tour.
| Équipe 1       | Résultat          | Équipe 2     | Aller | Retour |
| -------------- | ----------------- | ------------ | ----- | ------ |
| Turkménistan   | 13-0              | Afghanistan  | 11-0  | 2-0    |
| Taipei chinois | 6-1               | Macao        | 3-0   | 3-1    |
| Bangladesh     | 0-4               | Tadjikistan  | 0-2   | 0-2    |
| Laos           | 0-3               | Sri Lanka    | 0-0   | 0-3    |
| Pakistan       | 0-6               | Kirghizistan | 0-2   | 0-4    |
| Mongolie       | 0-13              | Maldives     | 0-1   | 0-12   |
| Népal          | forfait - forfait | Guam         | -     | -      |

Le Laos est repêché pour le tour suivant en tant que meilleur perdant. Le classement des perdants du premier tour est le suivant :
| Rang | Équipe      | Pts | J | G | N | P | Bp | Bc | Diff |
| ---- | ----------- | --- | - | - | - | - | -- | -- | ---- |
| 1    | Laos        | 1   | 2 | 0 | 1 | 1 | 0  | 3  | -3   |
| 2    | Bangladesh  | 0   | 2 | 0 | 0 | 2 | 0  | 4  | -4   |
| 3    | Macao       | 0   | 2 | 0 | 0 | 2 | 1  | 6  | -5   |
| 4    | Pakistan    | 0   | 2 | 0 | 0 | 2 | 0  | 6  | -6   |
| 5    | Afghanistan | 0   | 2 | 0 | 0 | 2 | 0  | 13 | -13  |
| 6    | Mongolie    | 0   | 2 | 0 | 0 | 2 | 0  | 13 | -13  |

### Deuxième tour
Le deuxième tour se déroule sous forme de championnat en huit groupes de quatre équipes. Chaque équipe rencontre deux fois chacun de ses adversaires. Le premier de chaque groupe se qualifie pour le troisième tour.
Groupe 1
| Rang | Équipe   | Pts | J | G | N | P | Bp | Bc | Diff |  | Résultats (▼ dom., ► ext.) |     |     |     |     |
| ---- | -------- | --- | - | - | - | - | -- | -- | ---- |  | -------------------------- | --- | --- | --- | --- |
| 1    | Iran     | 15  | 6 | 5 | 0 | 1 | 22 | 4  | +18  |  | Iran                       |     | 0-1 | 3-1 | 7-0 |
| 2    | Jordanie | 12  | 6 | 4 | 0 | 2 | 10 | 6  | +4   |  | Jordanie                   | 0-2 |     | 1-0 | 5-0 |
| 3    | Qatar    | 9   | 6 | 3 | 0 | 3 | 16 | 8  | +8   |  | Qatar                      | 2-3 | 2-0 |     | 5-0 |
| 4    | Laos     | 0   | 6 | 0 | 0 | 6 | 3  | 33 | -30  |  | Laos                       | 0-7 | 2-3 | 1-6 |     |

Groupe 2
| Rang | Équipe         | Pts | J | G | N | P | Bp | Bc | Diff |  | Résultats (▼ dom., ► ext.) |     |     |     |     |
| ---- | -------------- | --- | - | - | - | - | -- | -- | ---- |  | -------------------------- | --- | --- | --- | --- |
| 1    | Ouzbékistan    | 16  | 6 | 5 | 1 | 0 | 16 | 3  | +13  |  | Ouzbékistan                |     | 1-1 | 3-0 | 6-1 |
| 2    | Irak           | 11  | 6 | 3 | 2 | 1 | 17 | 7  | +10  |  | Irak                       | 1-2 |     | 4-1 | 6-1 |
| 3    | Palestine      | 7   | 6 | 2 | 1 | 3 | 11 | 11 | 0    |  | Palestine                  | 0-3 | 1-1 |     | 8-0 |
| 4    | Taipei chinois | 0   | 6 | 0 | 0 | 6 | 3  | 26 | -23  |  | Taipei chinois             | 0-1 | 1-4 | 0-1 |     |

Groupe 3
| Rang | Équipe    | Pts | J | G | N | P | Bp | Bc | Diff |  | Résultats (▼ dom., ► ext.) |     |     |     |     |
| ---- | --------- | --- | - | - | - | - | -- | -- | ---- |  | -------------------------- | --- | --- | --- | --- |
| 1    | Japon     | 18  | 6 | 6 | 0 | 0 | 16 | 1  | +15  |  | Japon                      |     | 1-0 | 7-0 | 1-0 |
| 2    | Oman      | 10  | 6 | 3 | 1 | 2 | 14 | 3  | +11  |  | Oman                       | 0-1 |     | 0-0 | 7-0 |
| 3    | Inde      | 4   | 6 | 1 | 1 | 4 | 2  | 18 | -16  |  | Inde                       | 0-4 | 1-5 |     | 1-0 |
| 4    | Singapour | 3   | 6 | 1 | 0 | 5 | 3  | 13 | -10  |  | Singapour                  | 1-2 | 0-2 | 2-0 |     |

Groupe 4
| Rang | Équipe    | Pts | J | G | N | P | Bp | Bc | Diff |  | Résultats (▼ dom., ► ext.) |     |     |     |     |
| ---- | --------- | --- | - | - | - | - | -- | -- | ---- |  | -------------------------- | --- | --- | --- | --- |
| 1    | Koweït    | 15  | 6 | 5 | 0 | 1 | 15 | 2  | +13  |  | Koweït                     |     | 1-0 | 4-0 | 6-1 |
| 2    | Chine     | 15  | 6 | 5 | 0 | 1 | 14 | 1  | +13  |  | Chine                      | 1-0 |     | 7-0 | 4-0 |
| 3    | Hong Kong | 6   | 6 | 2 | 0 | 4 | 5  | 15 | -10  |  | Hong Kong                  | 0-2 | 0-1 |     | 2-0 |
| 4    | Malaisie  | 0   | 6 | 0 | 0 | 6 | 2  | 18 | -16  |  | Malaisie                   | 0-2 | 0-1 | 1-3 |     |

Groupe 5
| Rang | Équipe              | Pts | J | G | N | P | Bp | Bc | Diff |  | Résultats (▼ dom., ► ext.) |     |     |     |     |
| ---- | ------------------- | --- | - | - | - | - | -- | -- | ---- |  | -------------------------- | --- | --- | --- | --- |
| 1    | Corée du Nord       | 11  | 6 | 3 | 2 | 1 | 11 | 5  | +6   |  | Corée du Nord              |     | 0-0 | 4-1 | 2-1 |
| 2    | Émirats arabes unis | 10  | 6 | 3 | 1 | 2 | 6  | 6  | 0    |  | Émirats arabes unis        | 1-0 |     | 1-0 | 3-0 |
| 3    | Thaïlande           | 7   | 6 | 2 | 1 | 3 | 9  | 10 | -1   |  | Thaïlande                  | 1-4 | 3-0 |     | 1-1 |
| 4    | Yémen               | 5   | 6 | 1 | 2 | 3 | 6  | 11 | -5   |  | Yémen                      | 1-1 | 3-1 | 0-3 |     |

Groupe 6
| Rang | Équipe       | Pts | J | G | N | P | Bp | Bc | Diff |  | Résultats (▼ dom., ► ext.) |     |     |     |     |
| ---- | ------------ | --- | - | - | - | - | -- | -- | ---- |  | -------------------------- | --- | --- | --- | --- |
| 1    | Bahreïn      | 14  | 6 | 4 | 2 | 0 | 15 | 4  | +11  |  | Bahreïn                    |     | 2-1 | 4-0 | 5-0 |
| 2    | Syrie        | 8   | 6 | 2 | 2 | 2 | 7  | 7  | 0    |  | Syrie                      | 2-2 |     | 2-1 | 0-1 |
| 3    | Tadjikistan  | 7   | 6 | 2 | 1 | 3 | 5  | 9  | -4   |  | Tadjikistan                | 0-0 | 0-1 |     | 2-1 |
| 4    | Kirghizistan | 4   | 6 | 1 | 1 | 4 | 5  | 12 | -7   |  | Kirghizistan               | 1-2 | 1-1 | 1-2 |     |

Groupe 7
| Rang | Équipe       | Pts | J | G | N | P | Bp | Bc | Diff |  | Résultats (▼ dom., ► ext.) |     |     |     |     |
| ---- | ------------ | --- | - | - | - | - | -- | -- | ---- |  | -------------------------- | --- | --- | --- | --- |
| 1    | Corée du Sud | 14  | 6 | 4 | 2 | 0 | 9  | 2  | +7   |  | Corée du Sud               |     | 2-0 | 2-0 | 2-0 |
| 2    | Liban        | 11  | 6 | 3 | 2 | 1 | 11 | 5  | +6   |  | Liban                      | 1-1 |     | 0-0 | 3-0 |
| 3    | Viêt Nam     | 4   | 6 | 1 | 1 | 4 | 5  | 9  | -4   |  | Viêt Nam                   | 1-2 | 0-2 |     | 4-0 |
| 4    | Maldives     | 4   | 6 | 1 | 1 | 4 | 5  | 14 | -9   |  | Maldives                   | 0-0 | 2-5 | 3-0 |     |

Groupe 8
| Rang | Équipe          | Pts | J | G | N | P | Bp | Bc | Diff |  | Résultats (▼ dom., ► ext.) |     |     |     |     |
| ---- | --------------- | --- | - | - | - | - | -- | -- | ---- |  | -------------------------- | --- | --- | --- | --- |
| 1    | Arabie saoudite | 18  | 6 | 6 | 0 | 0 | 14 | 1  | +13  |  | Arabie saoudite            |     | 3-0 | 3-0 | 3-0 |
| 2    | Turkménistan    | 7   | 6 | 2 | 1 | 3 | 8  | 10 | -2   |  | Turkménistan               | 0-1 |     | 3-1 | 2-0 |
| 3    | Indonésie       | 7   | 6 | 2 | 1 | 3 | 8  | 12 | -4   |  | Indonésie                  | 1-3 | 3-1 |     | 1-0 |
| 4    | Sri Lanka       | 2   | 6 | 0 | 2 | 4 | 4  | 11 | -7   |  | Sri Lanka                  | 0-1 | 2-2 | 2-2 |     |

### Troisième tour
Le troisième tour se déroule sous forme de championnat en deux groupes de quatre équipes. Chaque équipe rencontre deux fois chacun de ses adversaires. Les deux premiers de chaque groupe se qualifient directement pour la Coupe du monde. Les deux troisièmes disputent un barrage dont le vainqueur affronte en barrage inter-continental une équipe de la zone CONCACAF.
Groupe A
En terminant respectivement premier et second du groupe, l'Arabie saoudite et la Corée du Sud se qualifient le 8 juin 2005.
| Rang | Équipe          | Pts | J | G | N | P | Bp | Bc | Diff |  | Résultats (▼ dom., ► ext.) |     |     |     |     |
| ---- | --------------- | --- | - | - | - | - | -- | -- | ---- |  | -------------------------- | --- | --- | --- | --- |
| 1    | Arabie saoudite | 14  | 6 | 4 | 2 | 0 | 10 | 1  | +9   |  | Arabie saoudite            |     | 2-0 | 3-0 | 3-0 |
| 2    | Corée du Sud    | 10  | 6 | 3 | 1 | 2 | 9  | 5  | +4   |  | Corée du Sud               | 0-1 |     | 2-1 | 2-0 |
| 3    | Ouzbékistan     | 5   | 6 | 1 | 2 | 3 | 7  | 11 | -4   |  | Ouzbékistan                | 1-1 | 1-1 |     | 3-2 |
| 4    | Koweït          | 4   | 6 | 1 | 1 | 4 | 4  | 13 | -9   |  | Koweït                     | 0-0 | 0-4 | 2-1 |     |

Groupe B
En terminant respectivement premier et second du groupe, le Japon et l'Iran se qualifient le 8 juin 2005.
| Rang | Équipe        | Pts | J | G | N | P | Bp | Bc | Diff |  | Résultats (▼ dom., ► ext.) |     |     |     |     |
| ---- | ------------- | --- | - | - | - | - | -- | -- | ---- |  | -------------------------- | --- | --- | --- | --- |
| 1    | Japon         | 15  | 6 | 5 | 0 | 1 | 9  | 4  | +5   |  | Japon                      |     | 2-1 | 1-0 | 2-1 |
| 2    | Iran          | 13  | 6 | 4 | 1 | 1 | 7  | 3  | +4   |  | Iran                       | 2-1 |     | 1-0 | 1-0 |
| 3    | Bahreïn       | 4   | 6 | 1 | 1 | 4 | 4  | 7  | -3   |  | Bahreïn                    | 0-1 | 0-0 |     | 2-3 |
| 4    | Corée du Nord | 3   | 6 | 1 | 0 | 5 | 5  | 11 | -6   |  | Corée du Nord              | 0-2 | 0-2 | 1-2 |     |

### Barrage
Les deux équipes ayant terminé à la troisième place lors du troisième tour se rencontrent pour se disputer la place de barragiste intercontinental. Le 3  septembre 2005, un premier match a vu la victoire de l'Ouzbékistan 1 à 0. Mais le résultat a ensuite été annulé par la FIFA à cause d'une erreur arbitrale et la partie a donc été rejouée un mois plus tard. C'est finalement le Bahreïn qui se qualifie pour le barrage intercontinental CONCACAF / ASIE grâce à la règle des buts marqués à l'extérieur.
| Équipe 1    | Résultat | Équipe 2 | Aller | Retour |
| ----------- | -------- | -------- | ----- | ------ |
| Ouzbékistan | E 1-1 E  | Bahreïn  | 1-1   | 0-0    |

| 8 octobre 2005 | Ouzbékistan   | 1 - 1 | Bahreïn   | Pakhtaka Stadium, Tachkent                             |                                                        |
|                | Shatskikh 19e |       | Talal 17e | Spectateurs : 55 000 Arbitrage : Massimo Busacca (SUI) | Spectateurs : 55 000 Arbitrage : Massimo Busacca (SUI) |

| 12 octobre 2005 | Bahreïn | 0 - 0 | Ouzbékistan | Stade national de Bahreïn, Manama                  |
|                 |         |       |             | Spectateurs : 25 000 Arbitrage : Graham Poll (ENG) |

## Océanie
Dans la zone Océanie, douze équipes participent aux éliminatoires pour la Coupe du monde 2006. Ces éliminatoires se déroulent sur trois tours. Le vainqueur de la zone Océanie rencontre une sélection sud-américaine en barrage intercontinental dont le gagnant se qualifie pour la phase finale de la Coupe du monde.

### Participants

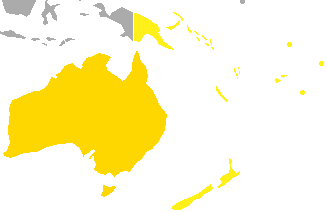
Équipes participantes
Équipes qualifiées

- Australie
- Fidji
- Îles Cook
- Îles Salomon
- Nouvelle-Calédonie
- Nouvelle-Zélande
- Papouasie-Nouvelle-Guinée
- Samoa
- Samoa américaines
- Tahiti
- Tonga
- Vanuatu

### Premier tour
Les équipes d'Australie et de Nouvelle-Zélande sont exemptes du premier tour. Les dix autres équipes sont réparties en deux groupes de cinq. Les deux premiers de chaque groupe sont qualifiés pour le deuxième tour.

#### Groupe 1
Le groupe 1 se déroule sous la forme d'un championnat où toutes les équipes se rencontrent une fois. Les matchs ont tous lieu en mai 2004 au Lawson Tama Stadium de Honiara, la capitale des Îles Salomon. Les Îles Salomon et Tahiti se qualifient pour le deuxième tour.
| Rang | Équipe             | Pts | J | G | N | P | Bp | Bc | Diff |  | Résultats (▼ dom., ► ext.) |  |     |     |     |     |
| ---- | ------------------ | --- | - | - | - | - | -- | -- | ---- |  | -------------------------- |  | --- | --- | --- | --- |
| 1    | Îles Salomon       | 10  | 4 | 3 | 1 | 0 | 14 | 1  | +13  |  | Îles Salomon               |  | 1-1 | 2-0 | 6-0 | 5-0 |
| 2    | Tahiti             | 8   | 4 | 2 | 2 | 0 | 5  | 1  | +4   |  | Tahiti                     |  |     | 0-0 | 2-0 | 2-0 |
| 3    | Nouvelle-Calédonie | 7   | 4 | 2 | 1 | 1 | 16 | 2  | +14  |  | Nouvelle-Calédonie         |  |     |     | 8-0 | 8-0 |
| 4    | Tonga              | 3   | 4 | 1 | 0 | 3 | 2  | 17 | -15  |  | Tonga                      |  |     |     |     | 2-1 |
| 5    | Îles Cook          | 0   | 4 | 0 | 0 | 4 | 1  | 17 | -16  |  | Îles Cook                  |  |     |     |     |     |

#### Groupe 2
Le groupe 2 se déroule sous la forme d'un championnat où toutes les équipes se rencontrent une fois. Les matchs ont tous lieu en mai 2004 au National Soccer Stadium de Apia, la capitale des Samoa. Vanuatu et Fidji se qualifient pour le deuxième tour.
| Rang | Équipe                    | Pts | J | G | N | P | Bp | Bc | Diff |  | Résultats (▼ dom., ► ext.) |  |     |     |     |      |
| ---- | ------------------------- | --- | - | - | - | - | -- | -- | ---- |  | -------------------------- |  | --- | --- | --- | ---- |
| 1    | Vanuatu                   | 10  | 4 | 3 | 1 | 0 | 16 | 2  | +14  |  | Vanuatu                    |  | 3-0 | 1-1 | 3-0 | 9-1  |
| 2    | Fidji                     | 9   | 4 | 3 | 0 | 1 | 19 | 5  | +14  |  | Fidji                      |  |     | 4-2 | 4-0 | 11-0 |
| 3    | Papouasie-Nouvelle-Guinée | 7   | 4 | 2 | 1 | 1 | 17 | 6  | +11  |  | Papouasie-Nouvelle-Guinée  |  |     |     | 4-1 | 10-0 |
| 4    | Samoa                     | 3   | 4 | 1 | 0 | 3 | 5  | 11 | -6   |  | Samoa                      |  |     |     |     | 4-0  |
| 5    | Samoa américaines         | 0   | 4 | 0 | 0 | 4 | 1  | 34 | -33  |  | Samoa américaines          |  |     |     |     |      |

### Deuxième tour
Les quatre sélections qui sont sorties du premier tour rejoignent l'Australie et la Nouvelle-Zélande dans un groupe de six équipes. Toutes les équipes se rencontrent une fois. Les matchs ont tous lieu en mai et juin 2004 à Adélaïde en Australie. L'Australie et les Îles Salomon terminent aux deux premières places du groupe et se qualifient ainsi pour le troisième tour.
| Rang | Équipe           | Pts | J | G | N | P | Bp | Bc | Diff |  | Résultats (▼ dom., ► ext.) |  |     |     |     |      |     |
| ---- | ---------------- | --- | - | - | - | - | -- | -- | ---- |  | -------------------------- |  | --- | --- | --- | ---- | --- |
| 1    | Australie        | 13  | 5 | 4 | 1 | 0 | 21 | 3  | +18  |  | Australie                  |  | 2-2 | 1-0 | 6-1 | 9-0  | 3-0 |
| 2    | Îles Salomon     | 10  | 5 | 3 | 1 | 1 | 9  | 6  | +3   |  | Îles Salomon               |  |     | 0-3 | 2-1 | 4-0  | 1-0 |
| 3    | Nouvelle-Zélande | 9   | 5 | 3 | 0 | 2 | 17 | 5  | +12  |  | Nouvelle-Zélande           |  |     |     | 2-0 | 10-0 | 2-4 |
| 4    | Fidji            | 4   | 5 | 1 | 1 | 3 | 3  | 10 | -7   |  | Fidji                      |  |     |     |     | 0-0  | 1-0 |
| 5    | Tahiti           | 4   | 5 | 1 | 1 | 4 | 2  | 24 | -22  |  | Tahiti                     |  |     |     |     |      | 2-1 |
| 6    | Vanuatu          | 3   | 5 | 1 | 0 | 4 | 5  | 9  | -4   |  | Vanuatu                    |  |     |     |     |      |     |

### Troisième tour
Les deux premiers du deuxième tour se rencontrent en matchs aller-retour les 3 et 6 septembre 2005. L'Australie bat les Îles Salomon sur le score cumulé de 9-1 et se prépare à rencontrer l'Uruguay, cinquième de la zone sud-américaine, pour un barrage inter-continental décisif pour la qualification en phase finale.
| Équipe 1  | Résultat | Équipe 2     | Aller | Retour |
| --------- | -------- | ------------ | ----- | ------ |
| Australie | 9-1      | Îles Salomon | 7-0   | 2-1    |

| 3 septembre 2005 | Australie                                                                                | 7 - 0 | Îles Salomon | Stadium Australia, Sydney          |                                    |
|                  | Čulina 21e · Viduka 37e 43e · Cahill 57e · Chipperfield 64e · Thompson 68e · Emerton 89e |       |              | Arbitrage : Subkhiddin Mohd Salleh | Arbitrage : Subkhiddin Mohd Salleh |

| 6 septembre 2005 | Îles Salomon | 1 - 2 | Australie                  | Lawson Tama Stadium, Honiara                    |                                                 |
|                  | Faarodo 49e  |       | Thompson 19e · Emerton 58e | Spectateurs : 16 000 Arbitrage : Shamsul Maidin | Spectateurs : 16 000 Arbitrage : Shamsul Maidin |

## Barrages intercontinentaux
Ces barrages sont disputés par matches aller et retour. Le gagnant de chacun de ces barrages est qualifié pour la phase finale de la Coupe du monde.

### Barrage Océanie contre Amérique du Sud

Match retour entre l'Australie et l'Uruguay

Le cinquième de la zone Amérique du Sud rencontre le vainqueur de la zone Océanie.
L'Australie remporte le dernier ticket et se qualifie pour la Coupe du monde 2006 après une séance de tirs au but à l'issue du match retour à domicile contre l'Uruguay.

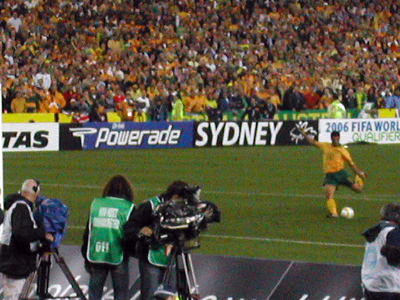
Dernier tir au but réussi par John Aloisi

| Équipe 1 | Résultat  | Équipe 2  | Aller | Retour    | T.a.b. |
| -------- | --------- | --------- | ----- | --------- | ------ |
| Uruguay  | ap 1-1 ap | Australie | 1-0   | ap 0-1 ap | 2-4    |

| 12 novembre 2005 | Uruguay       | 1 - 0 | Australie | Stade Centenario, Montevideo                     |                                                  |
|                  | Rodriguez 37e |       |           | Spectateurs : 55 000 Arbitrage : Bo Larsen (DEN) | Spectateurs : 55 000 Arbitrage : Bo Larsen (DEN) |

| 16 novembre 2005                          | Australie         | 1 - 0 a. p.                                | Uruguay | Telstra Stadium, Sydney                                      |                                                              |
|                                           | Bresciano 35e     |                                            |         | Spectateurs : 82 698 Arbitrage : Luis Medina Cantalejo (ESP) | Spectateurs : 82 698 Arbitrage : Luis Medina Cantalejo (ESP) |
| Kewell · Neill · Vidmar · Viduka · Aloisi | Tirs au but 4 - 2 | Rodriguez · Varela · Estoyanoff · Zalayeta |         | Spectateurs : 82 698 Arbitrage : Luis Medina Cantalejo (ESP) | Spectateurs : 82 698 Arbitrage : Luis Medina Cantalejo (ESP) |

### Barrage Asie contre Amérique du Nord, centrale et Caraïbes
Le cinquième pays de l'Asie est confronté au quatrième de la CONCACAF : Trinité-et-Tobago se qualifie pour la Coupe du monde 2006 en battant Bahreïn 2-1 sur l'ensemble des deux matchs.
| Équipe 1          | Résultat | Équipe 2 | Aller | Retour |
| ----------------- | -------- | -------- | ----- | ------ |
| Trinité-et-Tobago | 2-1      | Bahreïn  | 1-1   | 1-0    |

| 12 novembre 2005 | Trinité-et-Tobago | 1 - 1 | Bahreïn            | Hasely Crawford Stadium, Port-d'Espagne            |                                                    |
|                  | Birchall 76e      |       | Salman Ghuloom 72e | Spectateurs : 24 991 Arbitrage : Mark Shield (AUS) | Spectateurs : 24 991 Arbitrage : Mark Shield (AUS) |

| 16 novembre 2005 | Bahreïn | 0 - 1 | Trinité-et-Tobago | Stade national de Bahreïn, Manama                 |                                                   |
|                  |         |       | Lawrence 49e      | Spectateurs : 35 000 Arbitrage : Oscar Ruiz (COL) | Spectateurs : 35 000 Arbitrage : Oscar Ruiz (COL) |

## Nations qualifiées

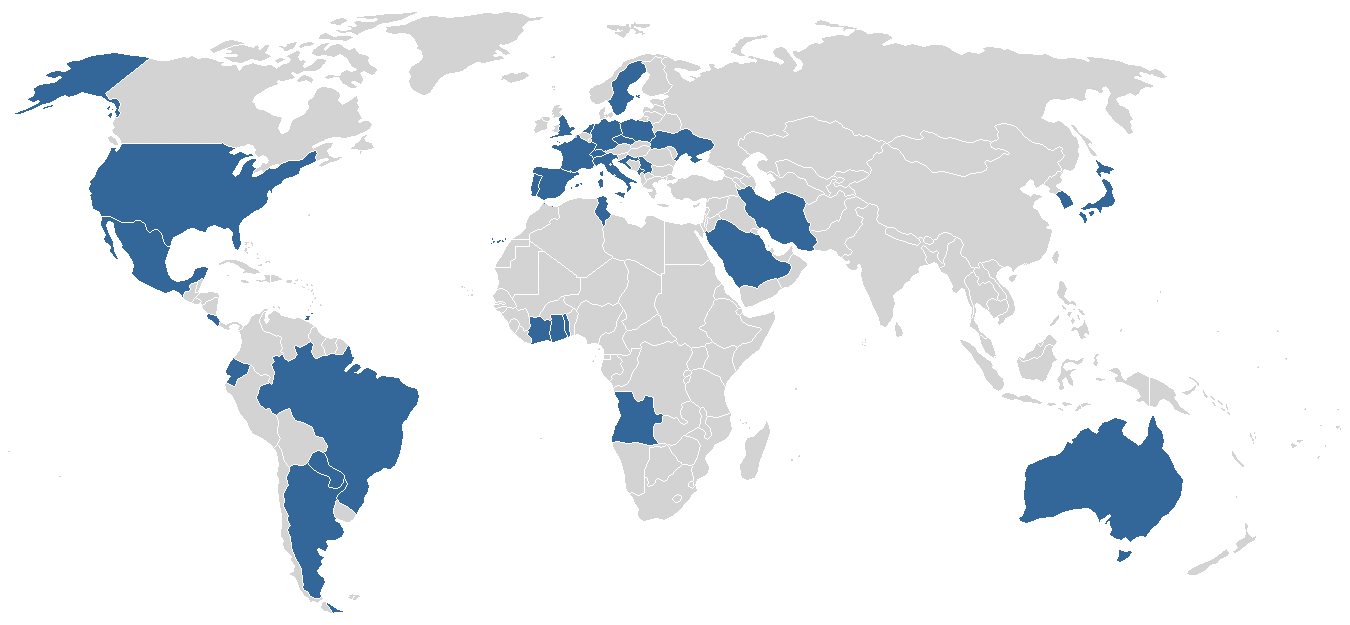
Carte des nations qualifiées

L'équipe d'Allemagne est qualifiée d'office pour la Coupe du monde. Le 8 juin 2005, se qualifient l'Arabie saoudite, l'Argentine, la Corée du Sud, l'Iran et le Japon. Suivent ensuite les États-Unis et l'Ukraine le 3 septembre, le Brésil le 4 septembre, puis le Mexique le 7 septembre 2005. Le 8 octobre, les équipes nationales suivantes obtiennent leur qualification : Angleterre, Angola, Costa Rica, Côte d'Ivoire, Croatie, Équateur, Ghana, Italie, Paraguay, Pays-Bas, Pologne, Portugal, Suède, Togo, et Tunisie. La France et la Serbie-et-Monténégro suivent quatre jours plus tard, le 12 octobre. Les cinq derniers qualifiés obtiennent leur place lors des barrages du 16 novembre 2005 : l'Australie, l'Espagne, la Tchéquie, la Suisse, et Trinité-et-Tobago.
| 14 d'UEFA     | Croatie    | Tchéquie      | Allemagne         | Angleterre   | France               |
|               | Italie     | Pays-Bas      | Pologne           | Portugal     | Serbie-et-Monténégro |
|               | Suède      | Espagne       | Suisse            | Ukraine      |                      |
| 4 de CONMEBOL | Argentine  | Brésil        | Équateur          | Paraguay     |                      |
| 4 de CONCACAF | Costa Rica | Mexique       | Trinité-et-Tobago | États-Unis   |                      |
| 5 de CAF      | Angola     | Côte d'Ivoire | Ghana             | Togo         | Tunisie              |
| 4 d'AFC       | Iran       | Japon         | Arabie saoudite   | Corée du Sud |                      |
| 1 d'OFC       | Australie  |               |                   |              |                      |

Non-qualifiés de l'édition 2002 :
- Turquie (Demi-finales - 3e place)
- Sénégal (Quarts de finale)
- Belgique (Huitième de finale)
- Danemark (Huitième de finale)
- République d'Irlande (Huitième de finale)
- Chine (1er tour)
- Nigeria (1er tour)
- Russie (1er tour)
- Slovénie (1er tour)
- Uruguay (1er tour)